# 신호코타역
신호코타역(일본어: 新鉾田駅, しんほこたえき)은 일본 이바라키현 호코타시에 있는 가시마 임해 철도 오아라이카시마 선의 역이다.

## 역 구조
섬식 승강장 1면 2선의 고가역이다. 미토 역과 당역을 잇는 구간의 열차도 하루에 몇 편성이 설정되어 있다.
직원 배치역으로 매표 창구에는 동일본여객철도(JR 동일본)와 동형의 POS단말기가 설치되어 있다.

### 승강장
| 번호 | 노선                | 방향 | 행선                |
| ---- | ------------------- | ---- | ------------------- |
| 1    | ■ 오아라이카시마 선 | 하행 | 가시마진구 방면     |
| 2    | ■ 오아라이카시마 선 | 상행 | 오아라이・미토 방면 |

## 역 주변
옛 호코타 정의 중심 시가지 동쪽에 인접하고 공터가 많다. 2007년 4월 1일에 폐지된 가시마 철도선의 호코타 역은 호코타의 시가지를 낀 반대편에 위치하였고, 본 역에서 서쪽 방향으로 도보 약 20분 정도에 위치하고 있었다.

### 서쪽
- 미토 신용 금고 호코타 지점
- 호텔 뉴 아사오
- 이바라키 현립 호코타 제1고등학교
- 이바라키 현립 호코타 제2고등학교
- 호코타 시립 호코타 초등학교
- 호코타 시립 호코타미나미 중학교
- 호코타 우체국
- 호코타 역전 우체국
- 호코타 패션 몰
- 호코타 지방 합동 청사
- 호코타 시청(옛, 호코타 정사무소)
- 호코타 보건소
- 호코타 시 도서관

### 동쪽
- 시영 신호코타 역전 주차장
- 국토교통성 가스미가우라 강 사무소 호코타 출장소

## 역사
- 1985년 3월 14일: 영업 개시.

## 사진

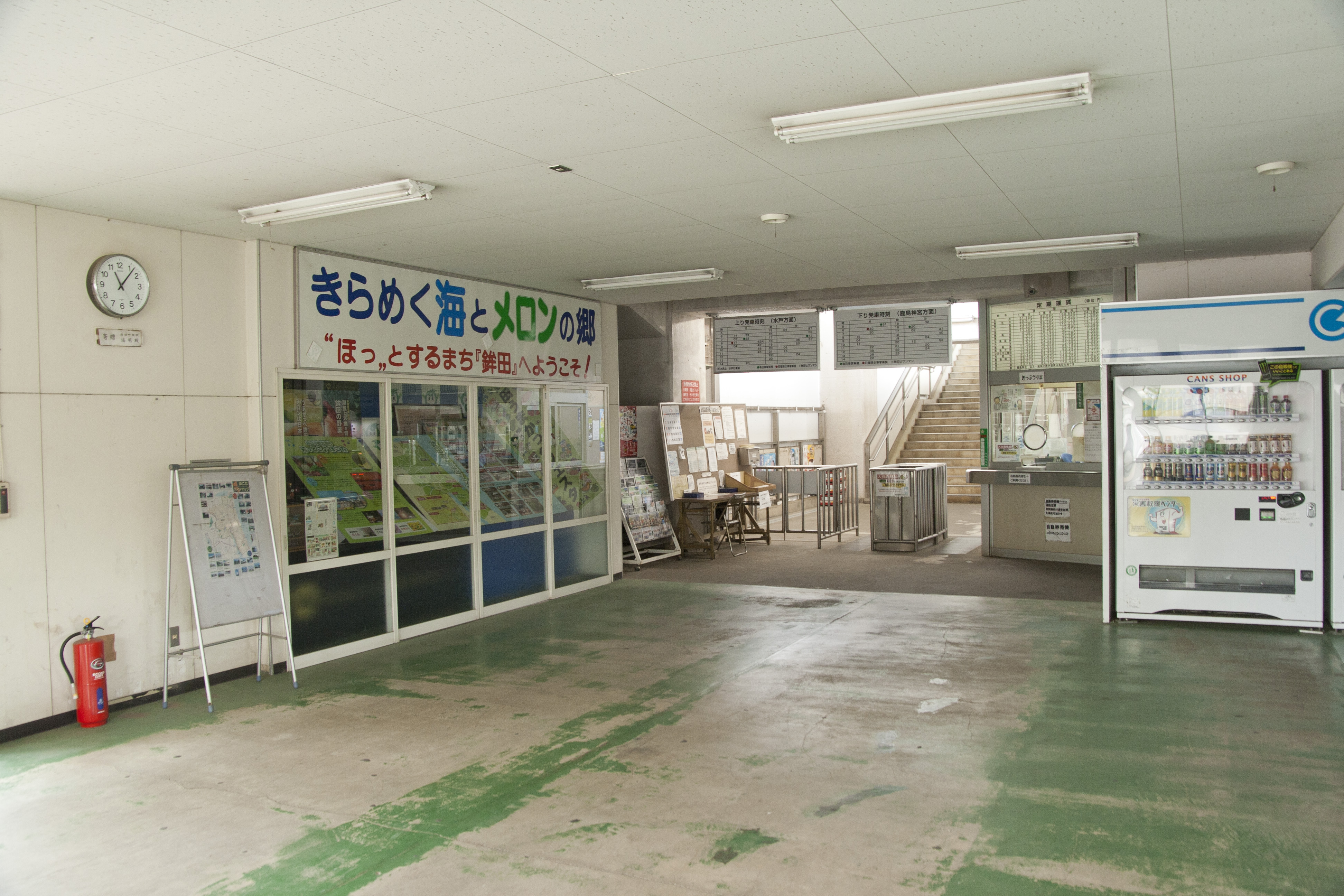
대합실

## 인접역
| 가시마 임해 철도 ■ 오아라이카시마 선 | 가시마 임해 철도 ■ 오아라이카시마 선 | 가시마 임해 철도 ■ 오아라이카시마 선 |
| ------------------------------------ | ------------------------------------ | ------------------------------------ |
| 도쿠슈쿠 미토 방면                   |                                      | 기타우라코한 가시마진구 방면         |